# アルニカ・モンタナ
アルニカ・モンタナ (学名Arnica montana、ほかwolf's bane, leopard's bane, mountain tobacco , mountain arnica ) は、キク科アルニカ属の植物。
和名はセイヨウウサギギク。 7月上旬から下旬に黄色の花を咲かせる。

## 生態

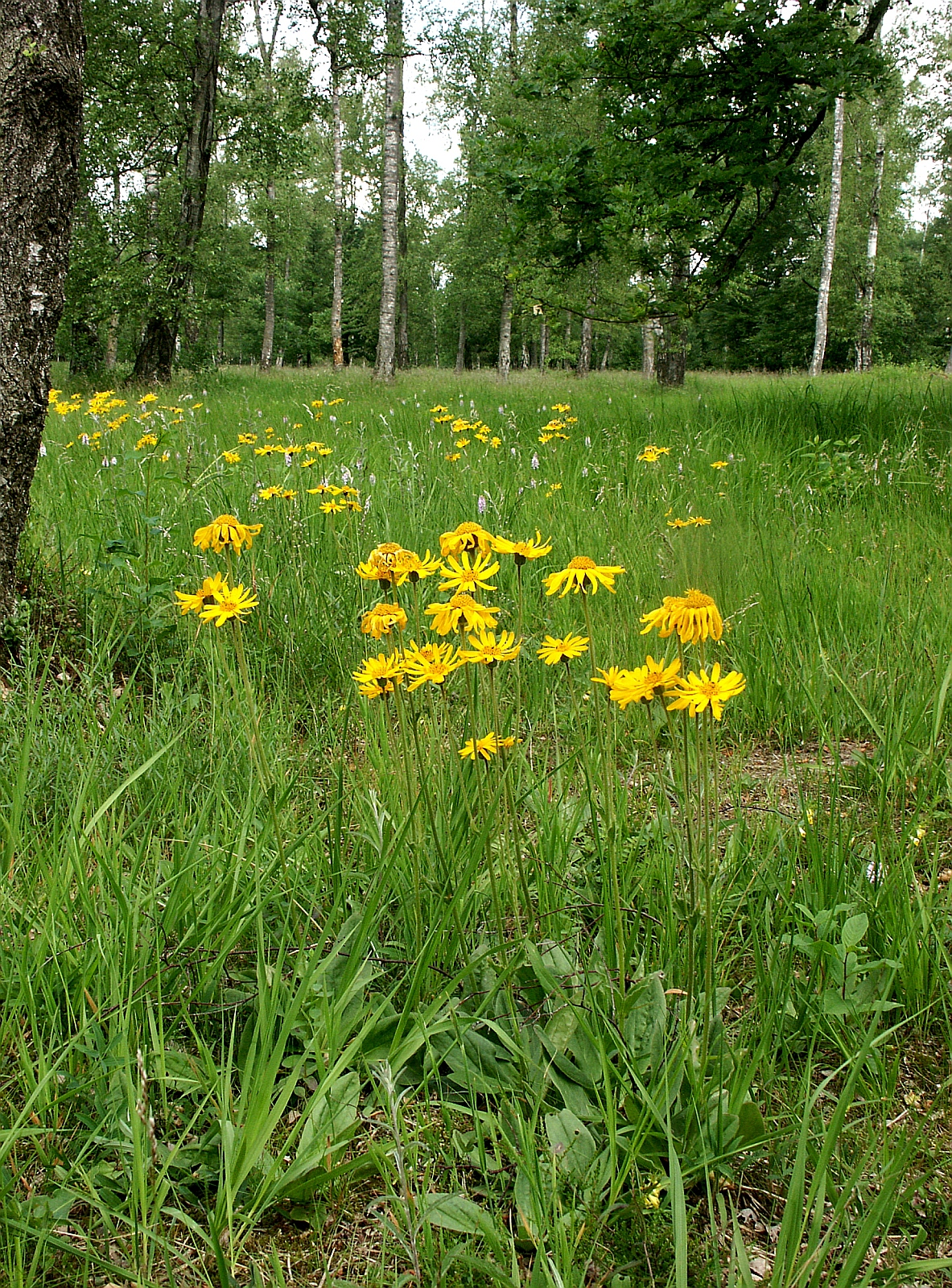
アルニカ・モンタナ

ヨーロッパ原産。多年草。ヨーロッパや中央アジアの標高の高い山地、遊牧地に自生している。高さは３０センチほどになる。 日本でも見られる高山植物のウサギギクに近縁な種類。

## 分布
ユーラシア大陸やグリーンランドなどの標高の高い場所に広く分布する。

アルニカ・モンタナの分布図

## 化学成分

Chemical structure of helenalin

## ハーブ

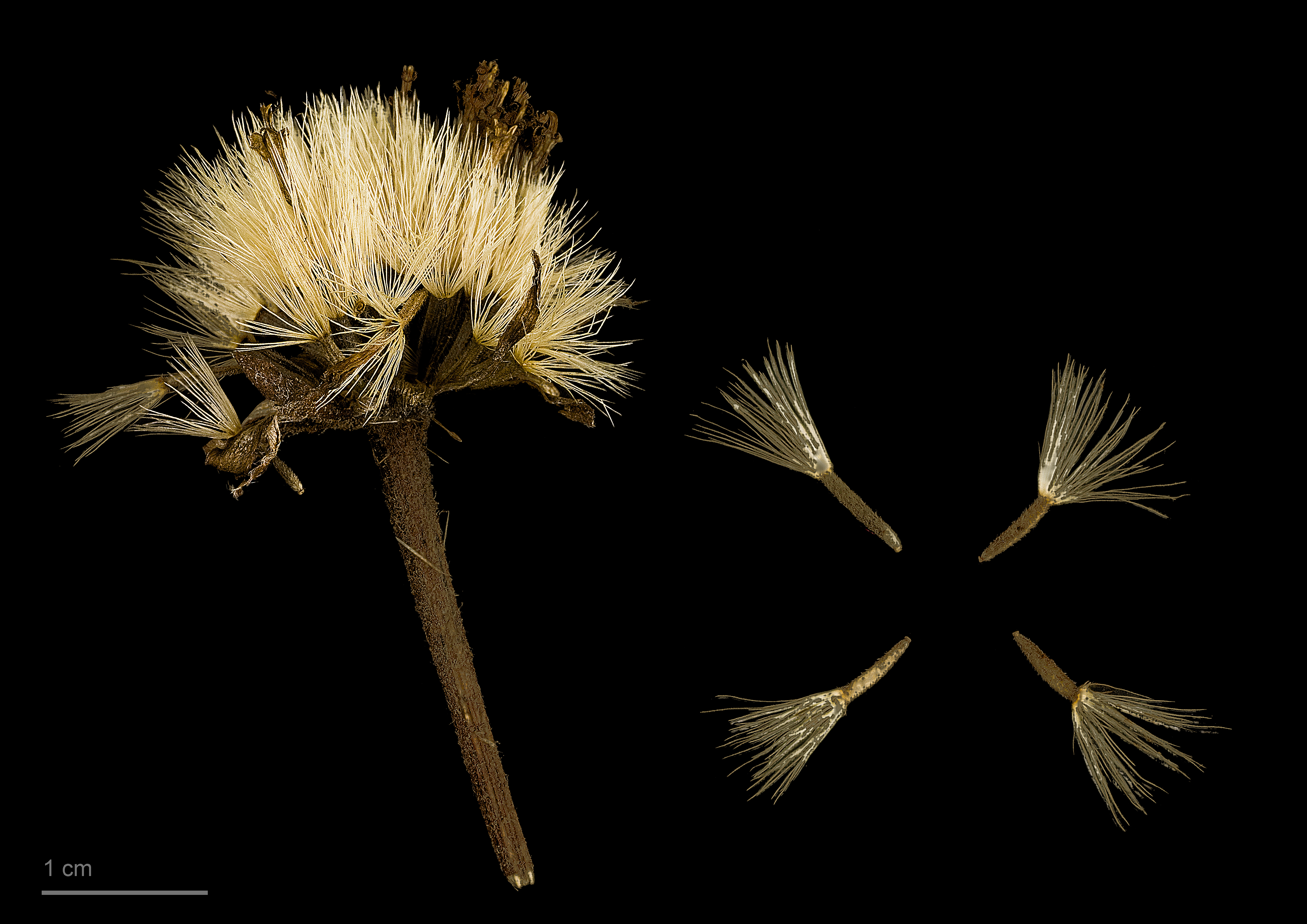
Arnica montana fruits and seeds

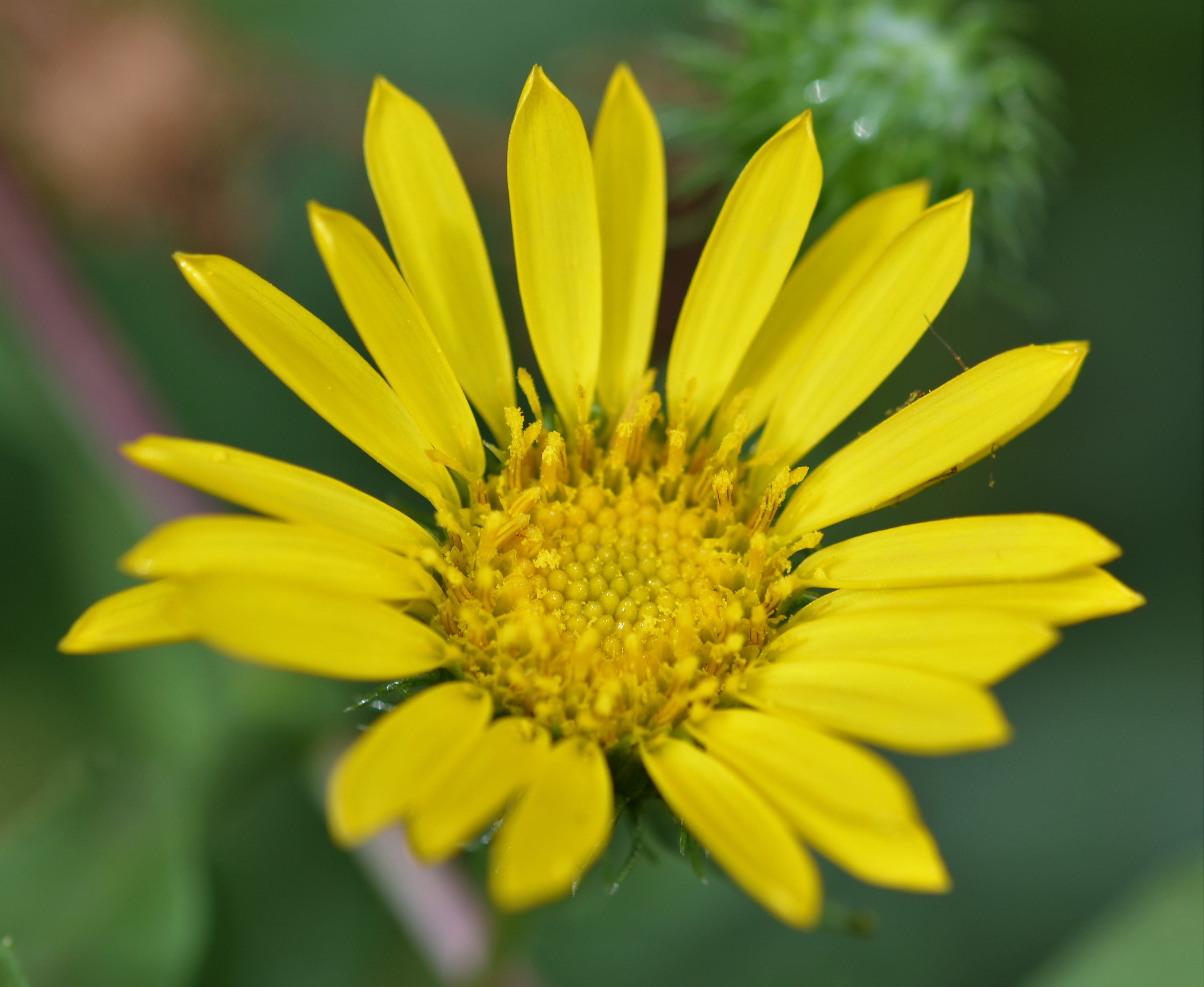
Arnica montana: Photo taken at Botanical Garden in Erlangen, Germany.

山に放牧された羊は、怪我をすると自らこの花を食べると言う俗説があり別名「転んだときの万能薬」とも言われる。古くからハーブとして利用されていて打ち身などの治療にも使われてきた。ハーブとして使われるのは花の部分で、150種以上の成分が含まれている。炎症や関節痛などに薬効がある。 しかし、米国食品医薬品局はこの花を毒性のあるハーブに分類している。「ヘレナリン」という含有成分を大量に摂取したりすると有毒だ。経口摂取や粘膜、開いた傷口への塗布は危険。他にも花粉はくしゃみを誘発するので「アルプスのタバスコ」という俗名もある。